# Eupithecia venedictoffae
Eupithecia venedictoffae är en fjärilsart som beskrevs av Claude Herbulot 1987. Eupithecia venedictoffae ingår i släktet Eupithecia och familjen mätare. Inga underarter finns listade i Catalogue of Life.